# Adéla z Blois
Adéla z Blois (okolo 1060/1064 /snad až po 1066?/ – 8. března 1138) byla dcera anglického krále Viléma I. Dobyvatele a Matyldy Flanderské a tedy i sestra anglického krále Jindřicha I. Sňatkem se pak stala hraběnkou z Blois, Chartres a Meux.

## Život a politický vliv

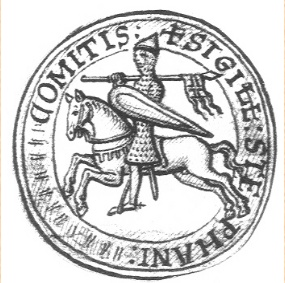
Pečeť Štěpána z Blois

Mezi léty 1080 a 1084  byla Adéla provdána za hraběte Štěpána II. z Blois. Původní zasnoubení s Haraldem z Kentu, které je znázorněno na známé tapiserii z Bayeux bylo zrušeno. Roku 1089 zdědil Štěpán hrabství Blois, Chartres a Meaux a stal se jedním z nejbohatších mužů své doby, neboť hrabství Blois bylo v té době jedním z nejvýznamnějších severofrancouzských údělů, vklíněný mezi Normandii a rodové državy Kapetovců nad Seinou a Loirou.
Roku 1095 se stal Štěpán účastníkem první křížové výpravy. V době jeho nepřítomnosti Adéla úspěšně spravovala hrabství – důležité svědectví poskytují dopisy, v nichž Štěpán informoval Adélu o průběhu výpravy. Štěpánova účast na první křížové výpravě však skončila neslavně, neboť opustil vojsko, jehož velitelem (jedním z velitelů) byl zvolen, a to při obléhání Antiochie v roce 1098. Za to se samozřejmě stal terčem kritiky svých současníků – mezi nimi i své manželky Adély. Ta se údajně natolik styděla za svého manžela, že mu nedovolila zůstat doma, ale nabádala jej, aby se do Svaté země vypravil znovu a očistil tak svou pověst.
| „                                   | Bůh uchovej, můj pane, abys musel snášet takovou potupu od tolika lidí. Jen si vzpomeň na nadšení, jímž si proslul v časech svého mládí, chop se zbraní ctihodného rytířstva pro spásu mnoha tisíců lidí... | “ |
| — Adéla z Blois (Ordericus Vitalis) | |   |

Roku 1101 se tedy Štěpán připojil ke křížové výpravě, která je označována jako křížová výprava z roku 1101 (jedna z menších křížových výprav organizovaných po úspěšné první křížové výpravě). Domů se však již nevrátil, neboť roku 1102 padl u Ramly a tato hrdinská smrt jeho pověst v očích současníků očistila.
I během manželovy druhé nepřítomnosti spravovala Adéla panství Blois a Chartres, po manželově skonu pak jako regentka za své nezletilé syny a věnovala se výchově dětí – mezi nimi tří synů: Štěpána, budoucího anglického krále, Jindřicha, budoucího biskupa ve Winchesteru, a Theobalda, budoucího hraběte z Champagne a Blois. Svého prvorozeného syna Viléma, který byl fyzicky znetvořen a koktal a dle dobových měřítek zjevně nebyl schopen vládnutí, Adéla sama zbavila následnických práv.

## Kulturní vliv a vdovství
Adéla údajně vystupovala jako laskavá a vzdělaná dáma (tak o ní referuje i Orderic Vitalis), která se v Blois a Chartres stala iniciátorkou čilého kulturního dění. Její záliby byly intelektuální a zároveň umělecké, obklopovalo ji velké množství básníků a učenců. Byla v písemném styku např. s Ivem ze Chartres, Hildebertem z Lavardinu, biskupem z Mans (ten udržoval korespondenci s mnoha urozenými dámami své doby a ve svých dopisech několikrát Adéle blahopřál za prozíravost, kterou prokázala při správě svěřených panství), nebo s Anselmem z Canterbury. K hraběnčinu okolí patřily i urozené dámy, často podobně vzdělané jako ona sama nebo její sestra Cecílie, která byla abatyší kláštera Nejsvětější Trojice v Caen.
I Adéla strávila poslední léta života v klášteře, a to v cisterciáckém klášteře Marcigny v Burgundsku, kam se uchýlila poté, co všichni její synové dospěli a byli schopni převzít své vladařské povinnosti. V Marcigny, zdá se, nalezla i místo posledního odpočinku.

## Potomstvo
- Vilém (1090/1093 – ok. 1150), hrabě z Chartres
- Theobald IV. z Blois (1090/1095 – 10. leden 1152), hrabě z Blois a od roku 1125 i ze Champagne
- Odo († po 1107)
- Matylda († 25. listopadu 1120), spolu se svým manželem Richardem z Avranches, 2. earlem z Chesteru (∞1115) se utopila na lodi White Ship
- Eleonora († po 1148) ∞ ok. 1120 s hrabětem Rudolfem I. z Vermandois, manželství bylo roku 1142 rozvedeno
- Štěpán (1096/1097 – 25. říjen 1154), od 1112 hrabě z Mortain, od 1135 anglický král
- Jindřich († 1. července 1171), od 1126 biskup z Winchesteru

Dále jsou Adéle a jejímu manželovi připisovány ještě tři dcery:
- Anežka – provdaná za Huga III. z Le Puiset († 1132 v Palestině)
- Adelaida /také uváděna jako Adéla nebo Lithuise/ – okolo 1112 provdaná za Milona II. z Monthléry († 1118), manželství bylo roku 1113 rozvedeno
- Alice – provdaná za hraběte Renauda III. z Joigny († 1150)